# Leucauge undulata
Leucauge undulata är en spindelart som först beskrevs av Vinson 1863.  Leucauge undulata ingår i släktet Leucauge och familjen käkspindlar. Inga underarter finns listade i Catalogue of Life.